# لاسية
لاسية (الاسم العلمي: Lasia)، جنس نباتات مُزهرة من فصيلة اللوفية. أعطانها في آسيا وغينيا الجديدة. يحتوي الجنس فقط على نوعين معروفين، هُما لاسية سبينوزا ولاسية كونسينا. كان يُعتقد أن لاسية جنس وحيد الطراز حتى عام 1997 عندما تم اكتشاف نوع مختلف من لاسية في حقل الأرز في مزارع كاليمانتان في إندونيسيا.